# یواس‌اس مینه‌سوتا (بی‌بی-۲۲)
یواس‌اس مینه‌سوتا (بی‌بی-۲۲) (به انگلیسی: USS Minnesota (BB-22)) یک کشتی بود که طول آن ۴۵۶٫۳ فوت (۱۳۹٫۱ متر) بود. این کشتی در سال ۱۹۰۵ ساخته شد.